# Erythridula noeva
Erythridula noeva är en insektsart som först beskrevs av David D. Gillette 1898.  Erythridula noeva ingår i släktet Erythridula och familjen dvärgstritar. Inga underarter finns listade i Catalogue of Life.